# La Montañita
La Montañita – miasto w Kolumbii, w departamencie Caquetá.